# Samuel L. Schmucker
Samuel Lorne Schmucker (* 20. Februar 1879 in Reading, Pennsylvania; † 4. September 1921 in Long Island, New York) war ein US-amerikanischer Künstler.
Schmucker war durch eine Polioerkrankung teilweise gelähmt. Von 1896 bis 1899 studierte er an der Pennsylvania Academy of the Fine Arts und am „Howard Pyle Institute“ an der Drexel University von 1899 bis 1900. Um 1905 etablierte er sich beruflich als Künstler. Er arbeitete als Ansichtskartenkünstler signierte seine Werke mit „SLS“. Seine Karten erschienen bei der „Detroit Publishing Company“ und im Verlag von John Winsch. Nach dem Ende des „Goldenen Zeitalter der Ansichtskarte“ suchte der sich andere Betätigungsfelder als Künstler. Er starb überraschend im Alter von 42 Jahren an einem Herzinfarkt.